# A Queen for a Day (film 1911 Vitagraph)
A Queen for a Day è un cortometraggio muto del 1911. Il nome del regista non viene riportato nei credit del film, una commedia che ha come interprete principale en travesti il popolare comico John Bunny.

## Produzione
Il film fu prodotto dalla Vitagraph Company of America.

## Distribuzione
Distribuito dalla General Film Company, il film - un cortometraggio in una bobina - uscì nelle sale cinematografiche USA il 4 febbraio 1911.